# Lanark Castle
Lanark Castle ist eine abgegangene Spornburg, um die sich die Kleinstadt Lanark in der schottischen Council Area South Lanarkshire entwickelte. Die Burg, die vor langer Zeit schon verschwand, lag hoch über dem Ostufer des Clyde in der Nähe der Einmündung des Mouse Water. Das Gelände der ehemaligen Burg gilt als Scheduled Monument.

## Geschichte
Die Römer bauten schon auf diesem strategischen Hochpunkt über dem Clyde-Tal eine Festung; damals hieß der Ort Castle Hill und lag südwestlich des heutigen Stadtkerns. Nach dem Abzug der Römer wurden an dieser Stelle andere Festungen errichtet.
978 hielt König Kenneth II. mindestens eine Parlamentssitzung auf der Burg ab. Die Könige David I. und Wilhelm der Löwe nutzten die Burg auch als Residenz.